# Turnix
Turnix é um género de aves charadriformes da família Turnicidae, cujos membros habitam principalmente no África subsaariana, o sul e este de Ásia e Australásia, e ainda há uma espécie habita no norte da África e o sul da Península Ibérica.

## Espécies
O género contém 17 espécies:
- Turnix sylvaticus, toirão-comum
- Turnix maculosus, toirão-de-dorso-vermelho
- Turnix hottentottus, toirão-do-cabo
- Turnix nanus, toirão-anão
- Turnix tanki, toirão-de-patas-amarelas
- Turnix ocellatus, toirão-ocelado
- Turnix suscitator, toirão-barrado
- Turnix nigricollis, toirão-malgaxe
- Turnix melanogaster, toirão-de-peito-preto
- Turnix castanotus, toirão-de-dorso-castanho
- Turnix olivii, toirão-de-peito-creme
- Turnix varius, toirão-colorido
- Turnix novaecaledoniae, toirão-da-nova-caledónia
- Turnix worcesteri, toirão-de-lução
- Turnix everetti, toirão-de-sumba
- Turnix pyrrhothorax, toirão-de-peito-ruivo
- Turnix velox, toirão-pequeno